# 威卡哈尼 (愛達荷州)
威卡哈尼（英語：Wickahoney）是位於美國愛達荷州奧懷希縣的一個鬼鎮。由於此地已於20世紀被荒廢，本地已無人居住。

## 地理
威卡哈尼的座標為42°27′36″N 115°59′00″W / 42.46000°N 115.98333°W，而該地的平均海拔高度為1573米（即5161英尺）。